# معركة الرستن وتلبيسة
معركة الرستن وتلبيسة هيَ معركة دارت رحاها في مدينتي الرستن وتلبيسة في سوريا ومنطقهما ابتداءً من27 سبتمبر 2011 بين قوات الجيش السوري الموالي لنظام بشار الأسد وقوات الجيش السوري الحر المنشق عن الأوَّل. استمرَّت المعركة لمُدة اسبوع تقريباً قبلَ أن يُعلن الجيش الحر انسحابه من المنطقة في 3 أكتوبر ويُعلن الجيش السوري - في المقابل - إحكام سيطرته عليها وإبادة الإرهابيين المسلحين على حد قوله. سقطَ خلال المعركة بالمجمل 130 قتيلاً ما بين مدنيِّين وقوات أمن ومقاتلين من الجيش الحر، فيما اعتقلَ أكثر من 3,000 من أهالي المدينة من طرف الجيش السوري. سبقت هذه المعركة ببضعة شهور حملة أمنية وعسكرية على المنطقة هي حصار الرستن وتلبيسة، وكانت بقايا الجيش والأمن التي ظلت تقمع الاحتجاجات في المنطقة بعد تلك الحملة هيَ السبب الرئيسي لاندلاع المعركة.

## الخلفية
بعدَ انتهاء الحملة الأمنية والعسكرية على منطقة الرستن وتلبيسة في 4 يونيو 2011، ظلَّت المنطقة تخضع لحصار الجيش واستمرَّ التواجد الأمني الكثيف فيها لقمع الاحتجاجات المناهضة لنظام الأسد. لكن خلال الشهور الأربعة التي تلت ذلك بدأت الانشقاقات بالتزايد في صُفوف الجيش، وتشكلت «كتيبة خالد بن الوليد» تحتَ لواء الجيش السوري الحر في المنطقة في أوائل شهر أغسطس،[بحاجة لمصدر] وأخذت هذه الكتيبة بشن عمليات عسكرية ضدَّ قوات الأمن المتواجدة في المنطقة خصوصاً المخابرات الجوية، وسُرعان ما أصبحت حصناً للمنشقين عن الجيش وأخذت قوتهم فيها بالتنامي حتى باتت بؤرة كبيرة لهم. ومعَ تزايد وتيرة العمليات وتكبُّد الأمن خسائر كبيرة جاءَ الجيش السوري بقوَّات ضخمة إلى المنطقة في أواخر شهر سبتمبر، وبدأ اجتياحها في 27 سبتمبر 2011 تحديداً لكي تبدأ معركة الرستن وتلبيسة بين الجيش الحر والجيش السوري.
في معركة الرستن تم دخول قوات الأمن وشبيحة الاسد خلف القوات العسكرية من القوات الخاصة والجيش والمدرعات على رتلين من مدخل المدينة وبعد مسافة 150 متر انفجرت أولى المدرعات وتوالى انفجار عربات الجند والمدرعات الواحدة تلو الأخرى ثم تراجعت القوات قليلا لان الجيش السوري الحر وكتيبة خالد بن الوليد قاما بتفخيخ الطرقات في المدينة للمدرعات والافراد لانه يوجد مجموعة من الضباط الأحرار في الجيش السوري الحر من اختصاص هندسة الألغام فتم الاتصال بالاركان ووضعهم بارض المعركة وتراجع جيش الاسد بسبب تفخيخ الطرقات فطلبت الأركان دخول المدينة حتى إذا لم يبقَ أحد من عصابات الاسد على قيد الحياة وفعلا دخلت 50مدرعة وعربات ب م ب ودبابات وب ت ر وتم تدمير43 مدرعة وسقط أكثر من الف قتيل من الجيش الاسدي وشبيحة النظام وسقط الشهيد الملازم أول احمد الخلف واثنين من الجيش السوري الحر

## المعركة
في يوم الإثنين 26 سبتمبر أرسلت تعزيزات عسكريَّة إلى مدينة الرستن، وتحديداً إلى محيط مبنى الأمن العسكري فيها. في ساعات الصَّباح الأولى من يوم الثلاثاء 27 سبتمبر كان هناك انتشارٌ أمنيٌّ كثيف في مدينة الرستن، تلاه تطويقها من جهة الغرب، ثمَّ سُرعان ما حاصرَ الجيش المدينة كافة الجهات وبدأ عمليَّة اقتحامها مُستخدماً الآليات العسكرية الثقيلة من الجهات الأربع. وسُرعان ما بلغت القوات العسكرية وسط المدينة في «حيّ بسنكو» تحتَ غطاءِ قصف عنيف بالدبابات أدى إلى اشتعال النيران في العديد من بيوت حيّ «الرستن الفوقاني» الذي يُمثل واحداً من الحيَّين رئيسيين في المدينة، وأدى هذا الاقتحام إلى سُقوط 3 قتلى و20 جريحاً بين المدنيِّين منهم 7 في حالة حرجة. وأما في مدينة تلبيسة المجاورة فقد نشرَ الجيش في صباح اليوم ذاته 25 حاجزاً في أنحاء المدينة، فيما استمرَّ منذ ساعات الصباح إطلاق نار عشوائيٍّ بالرشاشات الثقيلة لمدة ساعة ونصف في شمال المدينة، مما تسبَّب بوقوع إصابات عديدة بين المدنيِّين. وفي بلدة تير معلة الوَاقعة بين المدينتين، حدثَ إطلاق نار عشوائي لفترة من الزمن كما حدث في الرستن وتلبيسة معَ انتشار المقار الأمنية والعسكرية داخلها، كما قال بعض الأهالي أنهم شاهدوا دبابات تعبر «جسر مصياف» الواقع ضمن البلدة متجهة شمالاً نحو الرستن للمشاركة في الحملة العسكرية هُناك.
في فجر يوم الأربعاء 28 سبتمبر توقف قصف الرستن وتوغّل الجيش داخلها نظراً إلى الظروف الجوية السيئة وهُطول الأمطار الذين منعا الجيش من التحرُّك. وعندما هدأت الأوضاع وحاول اقتحامَ المدينة عرقلت تقدمه وحدات الجيش السوري الحر البالغ قوامها 1,000 عسكريٍّ منشق، ودخلَ الطرفان في اشتباكات أدت إلى تفجير دبابة وثلاث مدرَّعات تابعة للجيش السوري وقتل العديد من الجنود الذين كانوا فيهم، في مُقابل مقتل ثلاثة جنود تابعين لكتيبة خالد بن الوليد من الجيش الحر (والذين كانوا من بين 12 فرداً من المخابرات الجوية انشقوا عن قوات الأمن)، بالإضافة إلى ضابط برتبة ملازم توفيَّ بسبب إصاباته خلال معارك الثلاثاء. وبسبب هذه المقاومة التي أبدتها كتيبة خالد لم يستطع الجيش دُخول المدينة يوم الأربعاء، ولذلك فقد استخدمَ القصف المدفعي واستهدف به مستوصفاً ومسجدين (مسجد الرحمن والمسجد الكبير)، وعموماً تركزت معظم المعارك والاشتباكات خلال يوم الأربعاء في الجانب الغربي من حي الرستن الفوقاني.
بلغ مجموع قتلى الاجتياح في يوم الخميس 29 سبتمبر 27 قتيلاً معظمهم من المدنيِّين. حاصرَ الجيش في يوم الخميس بعض القرى المحيطة بالرستن كعز الدين والقنيطرات وشنت حملات اعتقالات فيها، فضلاً عن حصار المدينة نفسها وقطع الكهرباء والاتصالات عنها. وقد استمرَّ إطلاق النار العشوائيُّ والقصف بالأسلحة الثقيلة والمروحيات والاشتباكات بين الجيش السوري والجيش الحر طوالَ اليوم، وقد أدت هذه الاشتباكات إلى اشتعال النار في العديد من المحال التجارية في المدينة وسقوط 40 جريحاً بين الطرفين و10 قتلى على الأقل من الجيش الحر، وكانت أشرس الاشتباكات قد دارت في حي الرستن الفوقاني الذي سقط فيه وحده 8 من القتلى. كما حلَّقت طائرات حربية على مستوى منخفض فوق المدينة لإرهاب السكان، وانتشرت شائعات بأنها شنت بعض الغارات والقصف على المدينة، غيرَ أن تلك الشائعات لم تُؤكد.
استمرَّت الاشتباكات ميدانياً في يوم الجمعة 30 سبتمبر في المدينة بين الجيش الحر والجيش السوريّ، وأفادَ أحد الضباط المنشقين خلال اليوم بأن الجيش السوري استخدمَ سابقاً غازات سامة تُشل الأعصاب رشها في أنحاء مدينة الرستن لاستهداف المدنيِّين العزل. وفي يوم السبت 1 أكتوبر بدأ الجيش السوري يَتجه إلى حسم المعركة، فاستقدمَ إلى مدينة الرستن تعزيزات يَبلغ قوامها 250 آلية عسكرية ما بين مدرَّعات ودبابات، وتمكن بها من بسط سيطرته على 80% من مساحة المدينة، واستمرَّت بعدها الاشتباكات بين المنشقين وجنود الجيش طوالَ اليوم وأدت إلى سقوط 8 قتلى بين الطرفين. سقطَ في يوم السبت 3 قتلى جميعهم مدنيون، بينهم طبيبان كانا يُسعفان الجرحى الذين سقطوا خلال الاجتياح العسكريّ، بالإضافة إلى مدنيين آخرين قتلَ أحدهما متأثراً بجراح أصيب بها يوم الأربعاء والآخر يوم الخميس. وكانت المدينة ساحة حرب طوال اليوم، ولم يَستطع المدنيون الخروج إلى الشوارع بسبب إطلاق النار الفوريِّ عليهم.
وبحلول نهاية يوم السبت، أعلن الجيش السوري الحرُّ انسحابه من مدينة الرستن لأسباب تكتيكيَّة بعد خمسة أيام من الاشتباكات العنيفة بالأسلحة الثقيلة، تاركاً الجيش السوري يَجتاح ما تبقى منها دون مقاومة، والذي سُرعان ما أعلن عن سيطرته على وَسط المدينة والقضاء بالكامل على «المجموعات الإرهابية المسلحة».
في يوم الثلاثاء 4 أكتوبر استمرَّت حملات الاعتقالات بالرستن، وقتل مدنيَّان برصاص قوات الأمن. وفي مقابل هذا الهدوء النسبي في الرستن، بدأ الجيش يُشدد قبضته على مدينة تلبيسة في اليوم ذاته، فكثف انتشاره وقنص 3 مدنِّين على إحدى نقاط التفتيش في المدينة.

## وضع المدينتين خلال وبعدَ المعركة
أفادَ شهود عيان من داخل الرستن خلال أسبوع المعركة بأن المدينة أصبحت مُدمرَّة بسبب قصف الجيش المكثف لها بالآليات الثقيلة طوالَ خمسة أيام، وقال آخرون أنه «لم يَبقى شارع ولا مدرسة في المدينة إلا وقصفت». عاشت مدينتا الرستن وتلبيسة في ظلِّ أوضاع إنسانية صعبة على مدى الأسبوع الأول من المعركة، إذ حوصرتا تماماً وقطعت عنهما جميع خدمات المياه والكهرباء وكافة الاتصالات، فضلاً عن عدم إتاحة دُخول الدقيق وحليب الأطفال إليهما، وهوَ ما تسبَّب بأزمة في الغذاء إذ أوقفَ صناعة الخبز تماماً. وفضلاً عن هذا الحصار الغذائيّ فرض شبه حظر تجوال في المدينتين، فأصبحت الشوارع خالية تماماً لأن القناصة يُطلقون النار على أي شخص يَخطو خارج منزله. وأما الجرحى فكانوا مُنتشرين بكثرة، غيرَ أن قوات الأمن تخطفهم من المستشفيات باستمرار، ولذلك فكانوا يَبقون في منازلهم في حالات حرجة دون العناية الطبيَّة اللازمة.
بعدَ انتهاء الجزء الرئيسي من المعركة في 3 أكتوبر قالَ ناشطون بأن الرستن أصبحت مدينة أشباح، إذ هجرها الآلاف من أهاليها هرباً من عمليَّات الجيش العسكرية والأمنية، فيما ظلَّ هناك عشرات القتلى في أنحاء المدينة، دفنَ العديد منهم في حدائق عامة نظراً للظروف الصعبة، فضلاً عن حملات اعتقالات استهدفت جميع الرجال الذين يتراوح عمرهم من 15 إلى 60 عاماً، وأسفرت عن إلقاء القبض على أكثر من 3,000 شخص من أصل سكان المدينة السبعين ألفاً. وقد وُضع هؤلاء المعتقلون في ظروف صعبة وغير إنسانية، ووُضع معظمهم في معمل إسمنت تحوَّل إلى أكبر معتقل في المدينة، كما أصبحت العديد من مدارسها معتقلات جماعيَّة للسكان.